# Ngawang Norbu (Ganden tripa)
Ngawang Norbu was een 19e-eeuws Tibetaans geestelijke. Hij was de eenentachtigste Ganden tripa van ca. 1879 tot ca. 1884 en daarmee de hoofdabt van het klooster Ganden en hoogste geestelijke van de gelugtraditie in het Tibetaans boeddhisme.
Hij werd geboren in Zungchu in Amdo. In zijn jeugd bestudeerde Ngawang Norbu teksten die werden bewaard in het plaatselijke klooster. Daarna ging hij naar Lhasa en schreef zich in bij het Gomang-college van het Drepungklooster. Daar studeerde hij Abhisamayālaṃkāra, Madhyamaka, Abhidharmakośa, Pramāṇavārttika en Vinaya, de belangrijkste onderwerpen van het Gelug-curriculum.
Na afronding van zijn studie in het Drepungklooster, ging hij naar het Gyuto-college in Lhasa en studeerde tantra en bijbehorende rituelen. Een van zijn leermeesters was Longdol Lama Ngawang Lobsang (1719-1794). Daarna bekleedde hij enkele ambten aan het Gyuto-college, hij werd er ten slotte ook abt. Hier verkreeg hij de ervaring om later abt van het Shartse-college van het Gandenklooster te kunnen worden, een van de twee posten die toegang boden tot het hoogste ambt van Ganden tripa.
In 1850 werd Ngawang Norbu assistent-tutor van de elfde Dalai lama, Kädrub Gyatso (1838-1856). Na diens overlijden nam hij deel aan de zoektocht naar diens reïncarnatie, en reisde daarbij door Wolga, Zangri, Dagpo en andere gebieden. De twaalfde Dalai lama, Trinle Gyatso (1857-1875), werd herkend in 1860.
In vermoedelijk 1876 werd Ngawang Norbu troonhouder als 81e Ganden tripa, wat hij tot 1880 bleef. Als mogelijke perioden worden ook genoemd 1877 tot 1881, en 1879 tot 1884. In zijn ambtstermijn organiseerde hij onder andere een grote restauratie van de Thradrug-tempel in Tsetang, een van de vroegste boeddhistische tempels. Deze kan zijn gebouwd door de Tibetaanse keizer Songtsan Gampo (617-650), als een van de tempels bedoeld om demonen onder controle te houden. 
Kort na de dood van de achtste Pänchen lama, Lobsang Tenpey Wangchug (1855-1882), zou Trichen Ngawang Norbu plotseling zijn overleden. Dat betekent dat zijn overlijdensjaar 1882 zou zijn en niet 1880. In dat geval zou hij toch de gebruikelijke termijn van zeven jaar als Ganden tripa hebben gediend, tenzij hij in 1880 bij leven aftrad.
Volgens biografieën werd zijn reïncarnatie herkend in de persoon met de titel Tri Ngawang Norbu. Zijn derde reïncarnatie werd door de 13e Dalai lama herkend in Kälsang Tubten Wangchug en door hem de derde Tri Ngawang Norbu genoemd.